# Receptor 3 fibroblastnog faktora rasta
Receptor 3 fibroblastnog faktora rasta je protein koji je kod ljudi kodiran FGFR3 genom. FGFR3 se takođe obeležava sa CD333 (klaster diferencijacije 333).

## Struktura i funkcija
Protein kodiran ovim genom je član familije receptora fibroblastnih faktora rasta (FGFR) među kojima je aminokiselinska sekvenca visoko konzervirana tokom evolucije. Članovi FGFR familije se međusobno razlikuju po nihovom afinitetu za ligande i tkivnoj distribuciji. Reprezentativni protein pune dužine se sastoji od ekstracelularnog regiona, sastavljenog od tri imunoglobulinu slična domena, jednog hidrofobnog jednoprolaznog membranskog segmenta i citoplazmatičnog tirozinskog kinaznog domena. Ekstracelularna porcija proteina interaguje sa fibroblastnim faktorima rasta, čime se pokreće signalna kaslada koja utiče na mitogenezu i diferencijaciju. Ovaj član familije se vezuje za kisele i bazne fibroblastne faktore rasta. Mutacije ovog gena dovode do kraniosinostoze i višestrukih tipova skeletalnih displazija. Alternativno splajsovanje se javlja i dodatne varijante su opisane, inključujući one koje koriste alternativni ekson 8 umesto 9, ali one nisu dovoljno ispitane.

## Interakcije
Receptor 3 fibroblastnog faktora rasta formira interakcije sa FGF1 i FGF9.

## Literatura
{{PBB_Further_reading 
| citations = 
- Schweitzer DN, Graham JM, Lachman RS, Jabs EW, Okajima K, Przylepa KA, Shanske A, Chen K, Neidich JA, Wilcox WR (2001). „Subtle radiographic findings of achondroplasia in patients with Crouzon syndrome with acanthosis nigricans due to an Ala391Glu substitution in FGFR3”. American Journal of Medical Genetics. 98 (1): 75—91. PMID 11426459. doi:10.1002/1096-8628(20010101)98:1<75::AID-AJMG1010>3.0.CO;2-6.
- Horton WA, Lunstrum GP (2002). „Fibroblast growth factor receptor 3 mutations in achondroplasia and related forms of dwarfism”. Reviews in Endocrine & Metabolic Disorders. 3 (4): 381—5. PMID 12424440.
- Bonaventure J, Silve C (2005). „[Hereditary skeletal dysplasias and FGFR3 and PTHR1 signaling pathways]”. Médecine Sciences. 21 (11): 954—61. PMID 16274647. doi:10.1051/medsci/20052111954.
- Hernández S, Toll A, Baselga E, Ribé A, Azua-Romeo J, Pujol RM, Real FX (2007). „Fibroblast growth factor receptor 3 mutations in epidermal nevi and associated low grade bladder tumors”. The Journal of Investigative Dermatology. 127 (7): 1664—6. PMID 17255960. doi:10.1038/sj.jid.5700705.
- Olsen SK, Ibrahimi OA, Raucci A, Zhang F, Eliseenkova AV, Yayon A, Basilico C, Linhardt RJ, Schlessinger J, Mohammadi M (2004). „Insights into the molecular basis for fibroblast growth factor receptor autoinhibition and ligand-binding promiscuity”. Proceedings of the National Academy of Sciences of the United States of America. 101 (4): 935—40. PMC 327120 . PMID 14732692. doi:10.1073/pnas.0307287101.

## Spoljašnje veze
- GeneReviews/NIH/NCBI/UW entry on FGFR-Related Craniosynostosis Syndromes
- GeneReviews/NIH/NCBI/UW entry on Muenke Syndrome
- GeneReviews/NIH/NCBI/UW entry on Achondroplasia
- GeneReviews/NIH/NCBI/UW entry on Hypochondroplasia
- GeneReviews/NIH/NCBI/UW entry on Thanatophoric Dysplasia
- FGFR3+protein,+human на 